# Observatorio Venezolano de Violencia LGBTIQ+
El Observatorio Venezolano de Violencia LGBTIQ+ es una organización no gubernamental dedicada a «recolectar, documentar, sistematizar y visibilizar datos e información de hechos discriminatorios» de la comunidad LGBT en Venezuela.

## Historia
Fundada el 7 de octubre de 2022, el observatorio contabilizó en su primer boletín «31 casos de discriminación o violencia contra personas LGBTIQ+» durante los tres primeros trimestres del mismo año.Para 2024, la organización documentó 137 transfemicidios desde 2008, y el mismo año publicó el informe anual de 2023 en el que registró 461 casos de discriminación o violencia contra la comunidad LGBT en el país: discursos discriminatorios (235), incidentes discriminatorios (160), delitos basados en prejuicios (50), violencia intragénero (8), violencia extrema (4), violencia autoinfligida (3) y desapariciones (1). Entre los hechos denunciados por el observatorio se encuentran la redada del Avalon Club en Valencia y la detención arbitraria de 33 personas LGBTIQ+, al igual que la detención de la activista trans Zikiu Rivas en el estado Anzoátegui.